# Авиженяй (Вильнюс)
Авиже́няй (лит. Avižieniai) — деревня на территории самоуправления Вильнюсского района, в километре к западу от автомагистрали A2 (Европейский маршрут E272) Вильнюс — Паневежис; центр сянюнии (староства).

## Инфраструктура

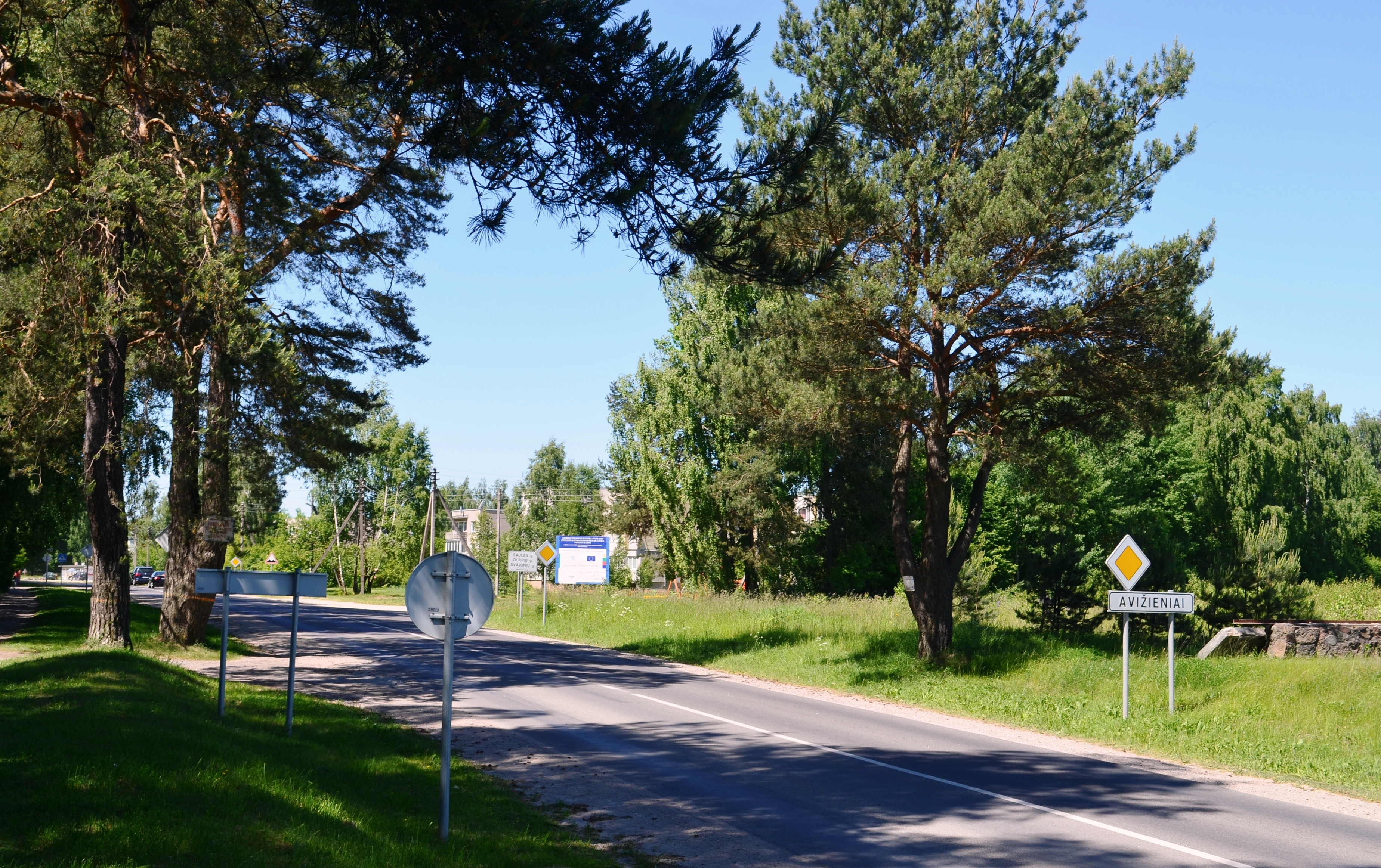
Въезд в Авиженяй

В деревне имеется почта, гимназия с преподаванием на литовском и польском языках (с 1964 года восьмилетняя школа, затем в 1988—2013 годах средняя школа). Прежде работал цех по обработке рыбы. С 1993 года работает предприятие „Avižieniai“, специализирующееся на продаже и транспортировке строительных материалов. 

## Население
В 1959 году насчитывалось 217 жителей, в 1970 году — 620, в 1979 году — 767, в 1989 году — 1165 человек, в 2002 году — 1600 жителей. В 2011 году население составляло 2125 человек, в настоящее время здесь проживает 2318 человек (2021).

## История
В 1920—1939 годах деревня входила в Виленский край, инкорпорированный в состав польского государства. В советское время деревня была центральной усадьбой садоводческого совхоза.